# Анабасис Александра
«Анабасис Александра» (др.-греч. Ἀλεξάνδρου Ἀνάβασις) — историческое сочинение Арриана. Известно также как «История походов Александра Великого».
Сочинение составлено на основе вполне достоверных, ныне утраченных источников, тщательно и добросовестно.
«Анабазис» был обработан по прежним изданиям Бланшара и Гроновия Шмидером (Лейпциг, 1798), Эллендтом (2 тома, Кёнигсберг, 1832), Крюгером (2 тома, Берлин, 1835, 1848; текст с критическими замечаниями в 1851; с объяснительными примечаниями в 1851), Гейером (Лейпциг, 1851), Синтенисом (с примечаниями, 3-е изд., Берлин, 1860; текст в 1867), Абихтом (2 выпуска, Лейпциг, 1871—1875, только текст в 1876) и др.
В тесной связи с этим сочинением Арриана стоит его сочинение об Индии, которое, примыкая к сообщениям Эратосфена об этой стране и её жителях, содержит 4 книги и извлечение из описания Неарха о его поездке (издано Шмидером, Галле, 1798, а также в «Geographi Graeci minores» К. Мюллера, т. 1-й, Париж, 1855). Это по сути продолжение истории Александра, повествующая о первых годах после смерти Александра. От этого сочинения сохранился лишь отрывок.

## Содержание
Сочинение повествует о походе Александра Македонского против персов.
Сначала Александр усмирил фракийцев и трибалов, дойдя до Истра. Далее он пошёл в Геллеспонт, Илион, Лампсак. После боя с персами он занял Сарды, потом Эфес и Милет. Из Карии он пошёл во Фригию, где разрубил гордиев узел. Далее его путь лежал через Галатию и Каппадокию. В Киликии Александр тяжело заболел, переохладившись во время переправы через реку Кидн (Тарсус). Это не помешало Александру выиграть битву при Иссе.
Дальше он отправился в Финикию и захватил Тир. Затем Александр направился в Египет, попутно захватив Газу. Персидский гарнизон Египта не сопротивлялся македонянам. Александр побывал в Мемфисе и заложил город Александрию.
Оттуда он повернул назад и через Финикию пошёл к Евфрату, где окончательно разгромил персидского царя Дария при Гавгамелах. Затем Александр победоносно вступил в Вавилон. Далее он двинулся в Сузы и Персеполь, а затем повернул в Мидию, чтобы преследовать Дария. Однако Дарий был убит своими соратниками. Из-за опасений, что бактрийский сатрап Бесс возглавит сопротивление македонянам, Александр двинулся в Среднюю Азию, покоряя Гирканию, Бактрию и Согдиану. Покончив с бактрийским сатрапом, Александр пересек Гиндукуш и вторгся в древнюю Индию (современные земли Афганистана и Пакистана в бассейне реки Инд). Здесь он остановился в городе Таксила, раджа которого признал власть македонян. Однако другой индийский раджа Пор оказал Александру отчаянное сопротивление. Дальше македоняне уже отказывались идти и Александру пришлось повернуть обратно на запад, через пустыни Гедросии в Месопотамию.
В Сузах Александр женился на Роксане. 10 000 македонских солдат он отпустил на родину, а сам был готов к новым походам, пируя в Вавилоне и все более проникаясь персидскими обычаями. Умер Александр после пира в возрасте 32 лет.

## Тексты и переводы
- Издание «Анабасиса» (1876) (греч.)
- Издание «Анабасиса» (1907) (греч.) в данном скане отсутствуют две первые страницы текста, то есть после вступления сразу идет стр.4.
- Походы Александра. // Военная библиотека, ч. 1, кн. 6. СПб., 1837. С. 385—548.
- Арриан. Анабасис Александра. / Пер. Н. Коренькова. Ташкент, 1912. 366 стр. (также в журнале «Средняя Азия», 1911, кн. VI—XII)
- Арриан. Поход Александра. / Пер. М. Е. Сергеенко. Вступ. ст. О. О. Крюгера. М.-Л.: Изд-во АН, 1962. 384 стр. 5000 экз. (с приложением «Александра» Плутарха и кн. XVII «Исторической библиотеки» Диодора)
  - переиздание: М.: Миф, 1993. 272 стр.
- В серии «Loeb classical library» сочинения изданы в 2 т. (№ 236, 269): «Поход Александра» и «Индика».